# Bolgheri (vino)
Il Bolgheri è un vino DOC la cui produzione è ricadente per intero nel territorio comunale di Castagneto Carducci in provincia di Livorno.

## Storia
Il primo disciplinare risale ad agosto 1983, mentre le pubblicazione su Gazzetta Ufficiale che istituisce la DOC è dell'inizio del 1984. L'ultima modifica risale al DM 30.11.2011, n. 295, Pubblicato sul sito ufficiale del Mipaaf -Sezione Qualità e Sicurezza - Vini DOP e IGP il 20.12.2011.